# Phalera obscura
Phalera obscura är en fjärilsart som beskrevs av Alfred Ernest Wileman 1910. Phalera obscura ingår i släktet Phalera och familjen tandspinnare. Inga underarter finns listade i Catalogue of Life.